# 특수대학
특수대학(特殊大學)은 특별법 혹은 개별 법령에 의해 설립된 대학들이다. 소속이 교육부가 아닌 국립고등교육기관으로 대학처럼 학위를 제공한다.

## 개요
특수대학은 특수한 대학들이라 일반적인 대학과 다른 특성을 가진다. 일반적으로 특수한 지원을 받아서 다른 대학에 비해 구성원들에게 실질적으로 특권 비슷한 것들이 국공립적으로 제공된다. 특별법국립은 공무원이 교직원이며 특별법법인은 아니다.

## 소속 대학
| 교명                 | 약어    | 설립                      | 위치 | 재학생   | 표어                               | 비고 |
| -------------------- | ------- | ------------------------- | ---- | -------- | ---------------------------------- | ---- |
| 한국농수산대학교     | KNUAF   | 1997년 한국농업전문학교   | 전주 | 1,693명  | 미래지향, 실사구시, 가치창조       |      |
| 한국전통문화대학교   | KNUCH   | 2000년 한국전통문화학교   | 부여 | 953명    | 같이 세운 20년 가치 이룰 100년     |      |
| 한국예술종합학교     | KNUA    | 1992년 한국예술종합학교   | 서울 | 3,115명  | 미래의 고전을 창조하는 K-Arts      |      |
| 한국과학기술원       | KAIST   | 1968년 한국과학기술연구소 | 대전 | 10,793명 |                                    |      |
| 광주과학기술원       | GIST    | 1995년 광주과학기술원     | 광주 | 2,020명  | 미래를 향한 창의적 과학기술의 요람 |      |
| 대구경북과학기술원   | DIST    | 2004년 대구경북과학기술원 | 대구 | 1,515명  |                                    |      |
| 울산과학기술원       | UNIST   | 2009년 울산과학기술대학교 | 울산 | 4,515명  | 창의, 융합, 글로벌화, 선택과 집중  |      |
| 한국에너지공과대학교 | KENTECH | 2022년 한국전력공과대학교 | 나주 | 154명    | 세상에 없던 교육, 시작이 다른 대학 |      |

## 특징
- 보통 학비가 없거나 싸다.

- 일인당 교육비가 높다.

- 국가적 지원이 많다.

- 보통 특수한 교육을 자랑한다.

- 입시에서 제한이 잘 걸리지 않는다.

- 특수한 대접을 받아 구조조정이나 통폐합을 추진하기 어렵다. 따라서 한국항공대학교처럼 사립이 될 가능성도 낮다.

## 같이 보기
- 대한민국의 국립 대학 목록
- 전국국·공립대학교총장협의회
- 한국사립대학총장협의회
- 지역중심국립대학교총장협의회
- 국가중심국·공립대학교총장협의회
- 한국대학교육협의회
- 한국대학스포츠총장협의회
- 전국신학대학협의회
- 한국대학홍보협의회
- 한국지역대학연합